# Инерциальная навигация

Лазерная инерциальная навигационная система ЛИНС-100РС на МАКС-2009

Инерциальная навигация — разновидности методов навигации, основанные на явлении инерции. Инерциальная навигация автономна и не требует наличия внешних ориентиров или поступающих извне сигналов.
Неавтономные методы навигации основываются на использовании внешних ориентиров или сигналов и более точны, поскольку не подвержены накоплению ошибок от внешних воздействий. Но в ряде случаев неавтономная навигация не может быть реализована из-за отсутствия видимости или наличия помех для радиосигналов.

## Принцип действия
Сущность инерциальной навигации состоит в определении ускорения объекта и его угловых скоростей с помощью установленных на движущемся объекте приборов и устройств, а по этим данным — местоположения (координат) этого объекта, его курса, скорости, пройденного пути и др., а также в определении параметров, необходимых для стабилизации объекта и автоматического управления его движением. Это осуществляется с помощью:
1. датчиков линейного ускорения (акселерометров);
2. гироскопических устройств, воспроизводящих на объекте систему отсчёта (например, с помощью гиростабилизированной платформы) и позволяющих определять углы поворота и наклона объекта, используемые для его стабилизации и управления движением.
3. вычислительных устройств (ЭВМ), которые по ускорениям (путём их интегрирования) находят скорость объекта, его координаты и др. параметры движения;

Преимущества методов инерциальной навигации состоят в автономности, помехозащищённости и возможности полной автоматизации всех процессов навигации. Благодаря этому методы инерциальной навигации получают всё более широкое применение при решении проблем навигации надводных, подводных и воздушных судов, космических судов и аппаратов и других движущихся объектов. 
Инерциальная навигация также используется в военных целях: в крылатых ракетах и БПЛА, в случае радиоэлектронного противодействия противника. Как только система навигации крылатой ракеты или БПЛА обнаруживает воздействие средств РЭБ противника, блокировку или искажение сигнала GPS, она запоминает последние координаты и переключается на инерциальную систему навигации.

## История
Принципы инерциальной навигации базируются на сформулированных ещё Ньютоном законах механики, которым подчиняется движение тел по отношению к инерциальной системе отсчёта (для движений в пределах Солнечной системы — по отношению к звёздам).
Разработка основ инерциальной навигации относится к 1930-м годам. Большой вклад в неё внесли: в СССР — Б. В. Булгаков, А. Ю. Ишлинский, Е. Б. Левенталь, Г. О. Фридлендер, в Германии — М. Шулер (нем. Maximilian Schuler) и в США — Чарльз Дрейпер. Значительную роль в теоретических основах инерциальной навигации играет теория устойчивости механических систем, большой вклад в которую внесли российские математики А. М. Ляпунов и А. В. Михайлов.
Первые ИНС были разработаны во время Второй мировой войны учёными нацистской Германии для наведения ракет Фау-2. Система имела два гироскопа и боковой акселерометр с простым аналоговым компьютером для регулировки азимута ракеты в полете.  В конце войны Вернер фон Браун организовал переезд в США 500 своих лучших учёных-ракетчиков, которые положили начало американским разработкам в области инерционной навигации.

## Инерциальные навигационные системы

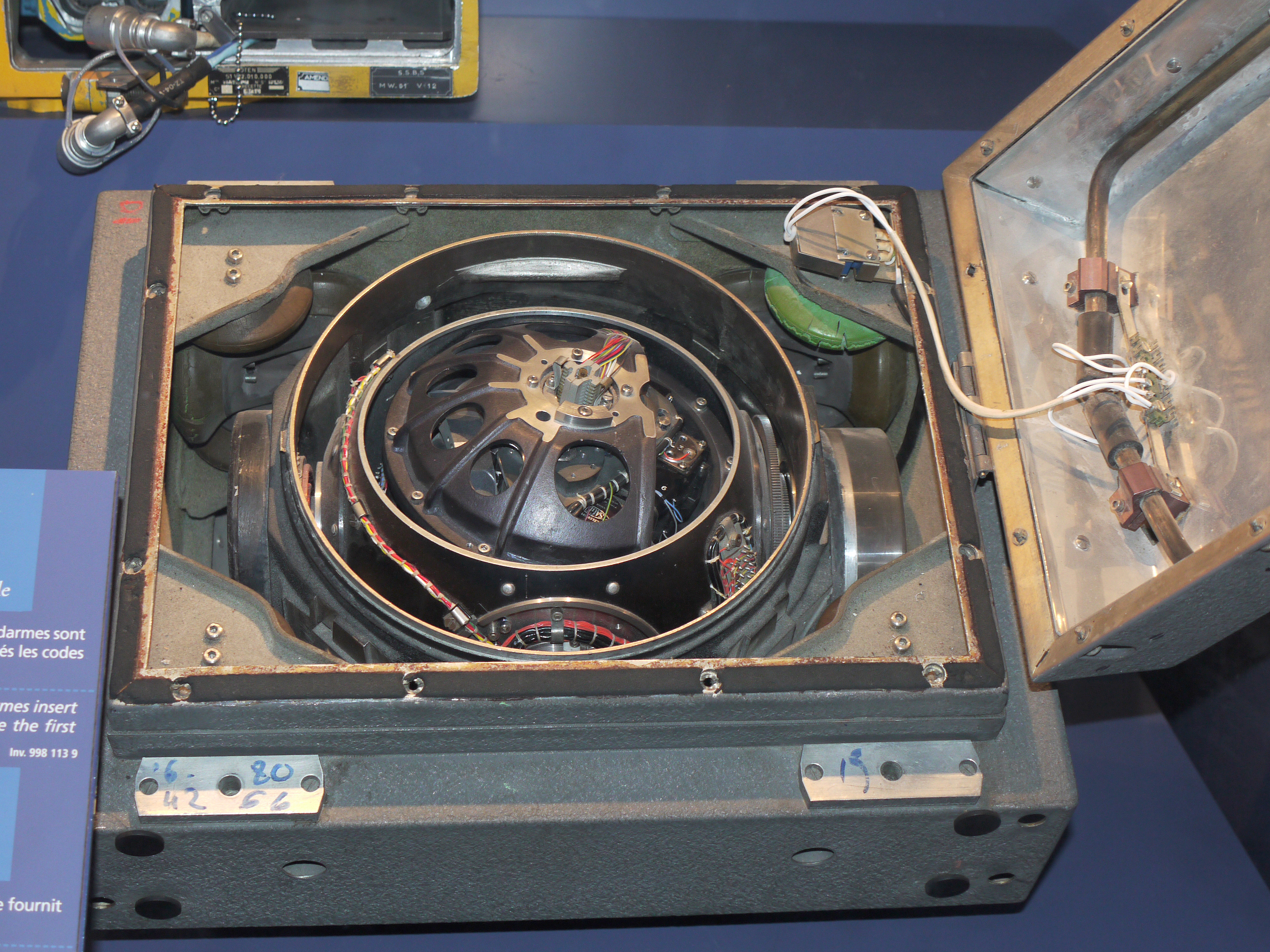
Инерциальная навигационная система БР S3 (Франция).

Инерциальные навигационные системы (ИНС) имеют в своём составе датчики линейного ускорения (акселерометры) и угловой скорости (гироскопы или пары акселерометров, измеряющих центростремительное ускорение). С их помощью можно определить отклонение связанной с корпусом прибора системы координат от системы координат, связанной с Землёй, получив углы ориентации: рыскание (курс), тангаж и крен. Угловое отклонение координат в виде широты, долготы и высоты определяется путём интегрирования показаний акселерометров. Алгоритмически ИНС состоит из курсовертикали и системы определения координат. Курсовертикаль обеспечивает возможность определения ориентации в географической системе координат, что позволяет правильно определить положение объекта. При этом в неё постоянно должны поступать данные о положении объекта. Однако технически система, как правило, не разделяется, и акселерометры, например, могут использоваться при выставке курсовертикальной части.
Инерциальные навигационные системы делятся на имеющие гиростабилизированную платформу платформенные (ПИНС) и бесплатформенные (БИНС).
В платформенных ИНС взаимосвязь блока измерителей ускорений и гироскопических устройств, обеспечивающих ориентацию акселерометров в пространстве, определяет тип инерциальной системы. Известны три основных типа платформенных инерциальных систем.
1. Инерциальная система геометрического типа имеет две платформы. Одна платформа с гироскопами ориентирована и стабилизирована в инерциальном пространстве, а вторая с акселерометрами — относительно плоскости горизонта. Координаты объекта определяются в вычислителе с использованием данных о взаимном расположении платформ. Обладает высокой точностью позиционирования относительно поверхности планеты (например Земли), но неудовлетворительно работает на высокоманёвренных аппаратах и в космическом пространстве. Применяется, в основном, на самолётах с большой дальностью полёта (гражданские, военно-транспортные, стратегические бомбардировщики), подводных лодках и крупных надводных кораблях.
2. В инерциальных системах аналитического типа и акселерометры, и гироскопы неподвижны в инерциальном пространстве (относительно сколь угодно далёких звёзд или галактик). Координаты объекта получаются в вычислителе, обрабатывающем сигналы, поступающие с акселерометров и устройств-определителей поворота самого объекта относительно гироскопов и акселерометров. Обладает сравнительно невысокой точностью при движении у поверхности Земли, но хорошо работает на манёвренных объектах (истребители, вертолёты, ракеты, скоростные манёвренные надводные суда) и в космическом пространстве.
3. Полуаналитическая система имеет платформу, которая непрерывно стабилизируется по местному горизонту. На платформе имеются гироскопы и акселерометры. Координаты самолёта или иного летательного аппарата определяются в вычислителе, расположенном вне платформы.

В БИНС акселерометры и гироскопы жёстко связаны с корпусом прибора. Передовой технологией в производстве БИНС является технология волоконно-оптических гироскопов (ВОГ), принцип действия которых основан на эффекте Саньяка. БИНС на базе таких гироскопов не имеет подвижных частей, абсолютно бесшумна, механически сравнительно прочна, не требует специального обслуживания, имеет хорошие показатели наработки на отказ (до 80 тыс. часов у некоторых моделей) и малое энергопотребление (десятки ватт). Технологии ВОГ пришли на смену лазерно-кольцевым гироскопам (ЛКГ).

## Интегрированные системы навигации
Для компенсации свойственных ИНС накапливающихся погрешностей в углах ориентации и координатам используются данные других навигационных систем, в частности, спутниковой системы навигации (СНС), радионавигации, магнитометрических (для получения данных по курсу), одометра (для получения данных о пройденном пути в наземном применении). Комплексирование данных от различных навигационных систем осуществляется по алгоритму, базирующемуся, как правило, на фильтре Кальмана. Возможны различные реализации таких систем при наблюдаемой тенденции постепенной миниатюризации.